# Ecsedi-láp

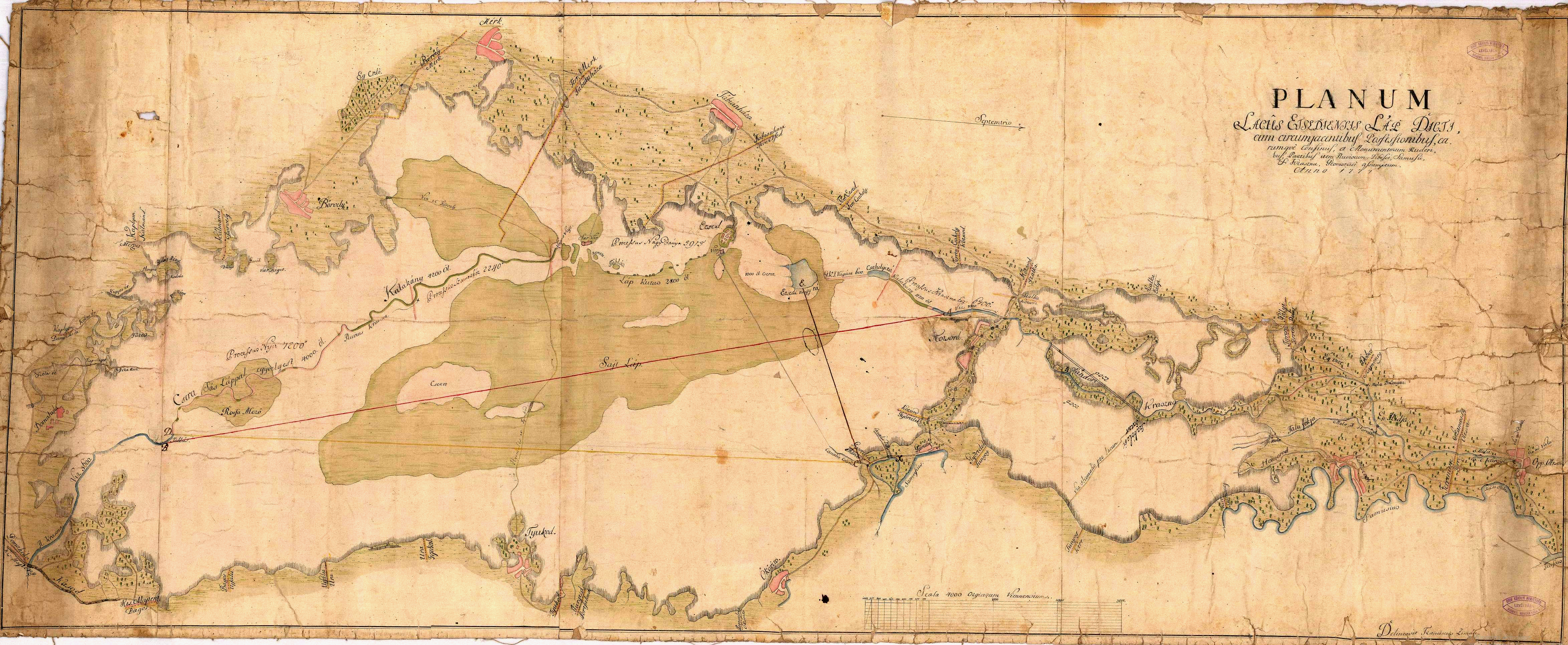
Az Ecsedi-láp ˙(Planum Lacus Etsediensis) térképe 1777-ből

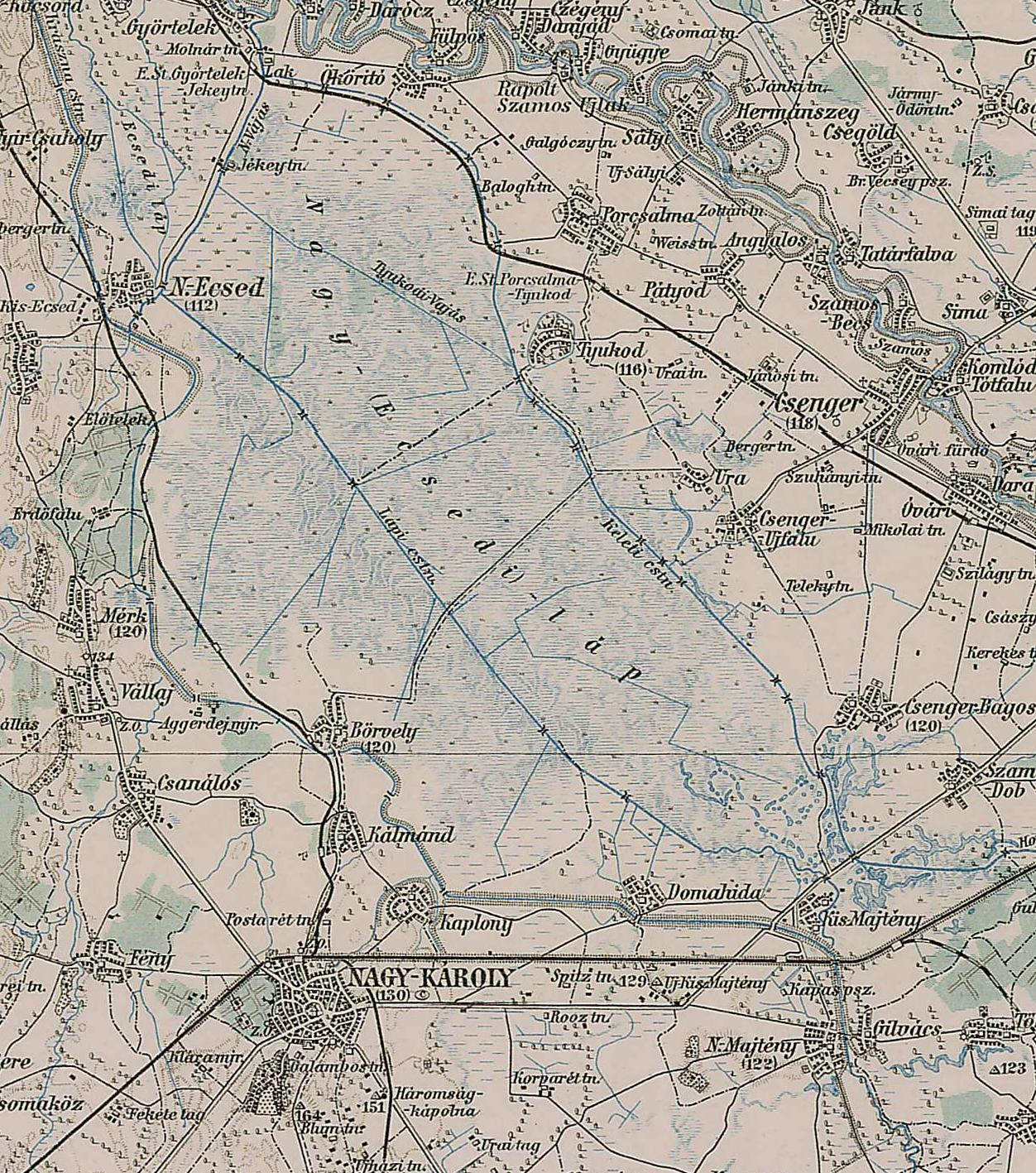
Az ecsedi láp a 3. Katonai felmérés térképén, 1910

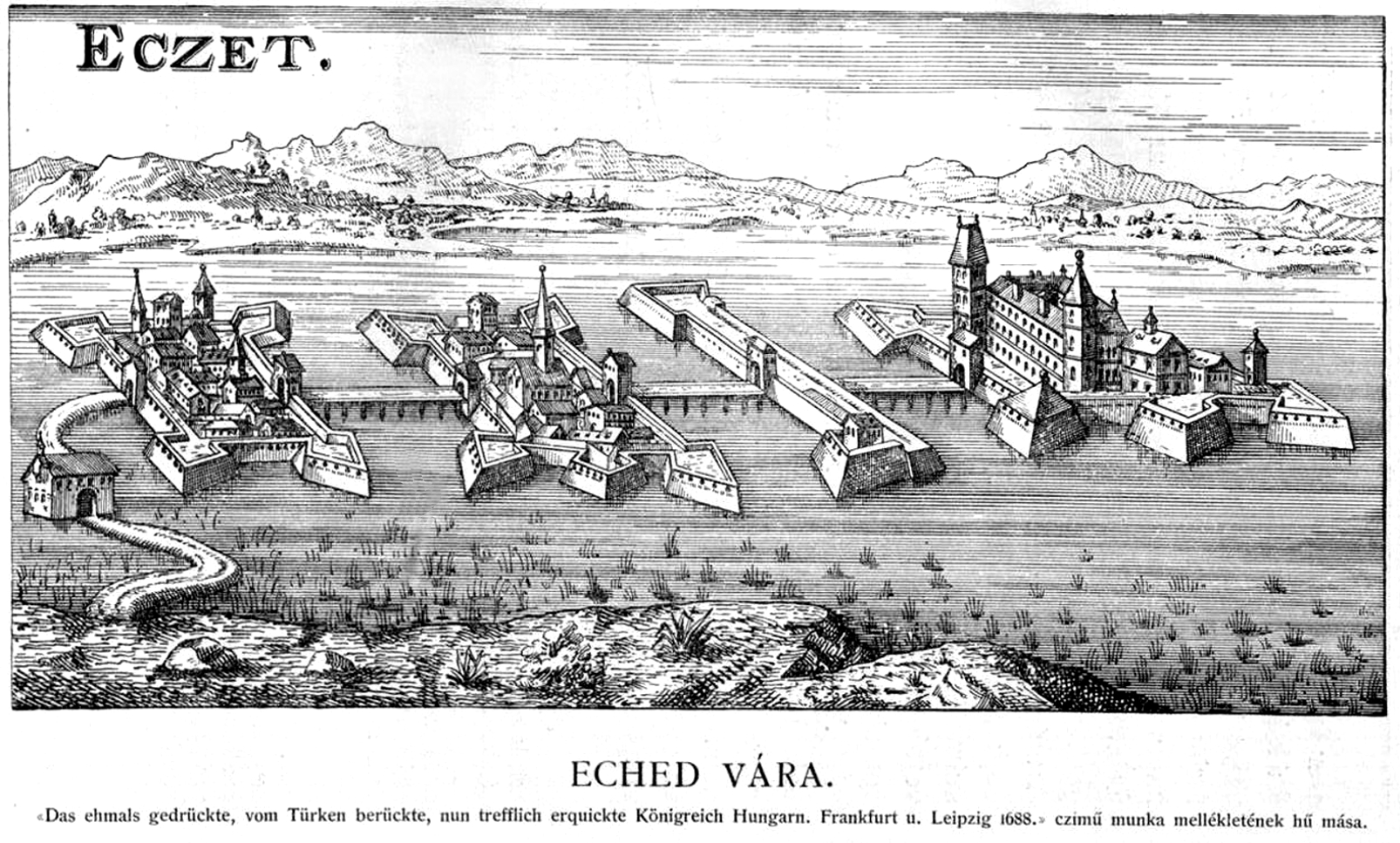
Ecsed vára, a Das ehmals gedrückte, vom Türken berückte, nun trefflich erquickte Königreich Hungarn című, Lipcsében 1688-ban megjelent műből, Gottfried Prixner (1746-1819) pesti rézmetsző másolata az eredeti műben megjelent illusztráció alapján

Az 1898-ban lecsapolt, mintegy 350–400 km² felszínű Ecsedi-láp (Lacus Etsediensis) a Nyírség és Szatmári-síkság határán feküdt, a mai Nagyecsed közelében. Az Alföld legnagyobb összefüggő mocsárvilága volt. A kétharmad Balaton nagyságú lápot a bele torkolló Kraszna, valamint a Szamos árvizei táplálták. A láp területe nem volt teljesen sík, a vízből itt-ott kiálló lápi szigetek tették változatossá. 
A történelem során a szigetekre épült  Sárvár és később az ecsedi vár erősségét főként az áthatolhatatlan mocsárvilág jelentette. Az 1863. évi szárazság miatt az Ecsedi-láp két részre, a déli Nagy-Lápra és az északi Kis-Lápra szakadt ketté. 1889 augusztusában megalakult az „Ecsedi láp-lecsapoló és Szamos balparti árvíz-levezető és belvíz-szabályozó társulat” gróf Károlyi Tibor elnökletével és több vízmérnök közreműködésével a Krasznának Nagymajténytól Vásárosnaményig 66,45 km hosszú új medret ástak. Ez az óriási lápot megszabadította a vizétől és talaját lápi tőzeges földdé alakította. 1900-ban már megindulhatott a mezőgazdasági termelés a területen.

## Nevének eredete

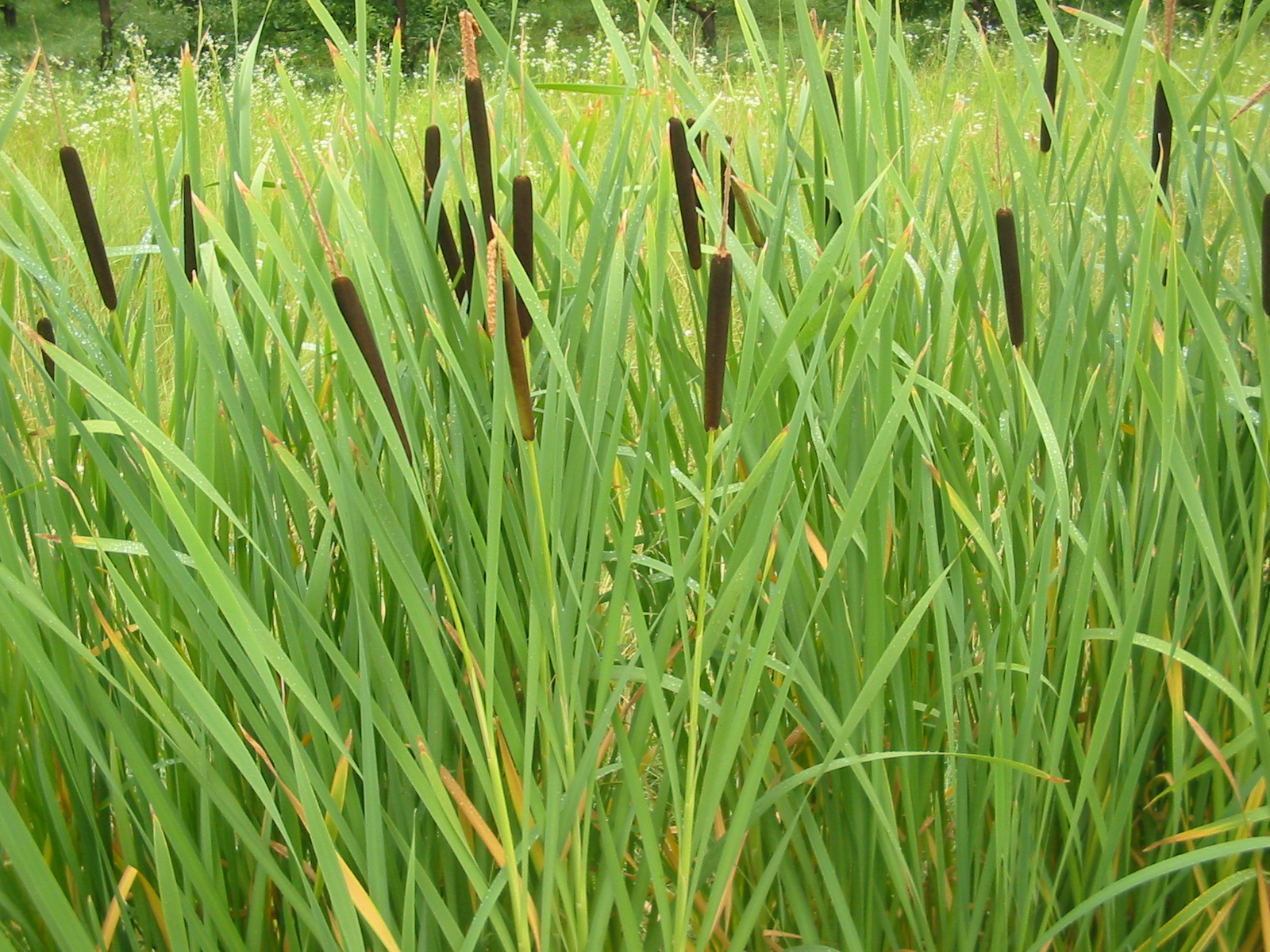
Gyékény

Az Ecsed, Ecsedi-láp elnevezés magyar eredetű, az ecs, öcs személynévi használatú fiatalabb fivér -d képzős alakjából keletkezett.
Északi részét, mely Mátészalka, Kocsord, Győrtelek és Nagyecsed között terült el: Kislápnak, a többi részt Nagylápnak is nevezték. A Nagyláp egyes részeinek is különféle neve volt: Urai, Tyukodi, Ördöngős, Csicsós, Bekek, Pinczés, Debreczeni-láp stb. A helyi lakosok a lápvidéket rétnek, a partvidékét rétoldalnak nevezték.

## Földrajza
Az Ecsedi-láp hatalmas mocsárvilága a holocén folyamán alakult ki a Szatmári-síkság nyugati részén, a Szamos-meder feltöltött partja és a Nyírség által övezett sekély mélységű medencében.
A láp területe az egyes évek, időszakok csapadékosságától függően változó volt; területének megmérése is sok nehézségbe ütközött. Mikoviny Sámuel 1730-ban hosszát 58,5, szélességét 33,5 km-nek találta. 1780-ban Borsitzky Pál földmérő területét körülbelül 36 250 hektárra tette. Berey József, a láp 20. századi kutatója szerint a terület az 1800-as évek végén megközelítően 432 km² volt.
A fiatal geológiai süllyedéken kialakult mocsarakat a Kraszna, a Szamos, sőt időnként a Tisza árvizei táplálták. Létrejöttében, fennmaradásában jelentős szerepet játszott az emberi tevékenység is. Az ecsedi vár védelmi rendszere érdekében is gátolták a víz lefolyását, de később ilyen szerepet játszottak a Kraszna medrében telepített vízimalmok, illetve a hozzájuk tartozó gátak is.
A láp részei nyílt vizek (Ecsedi-tó, Ököri-tó, Tyukodi-tó), nádasok, láprétek és mocsári erdők voltak. Sajátos képződménye volt az ingóláp: ennek felszínét szép pázsit alkotta, amely alatt 1–4 méter mélységű víz volt.

## Története

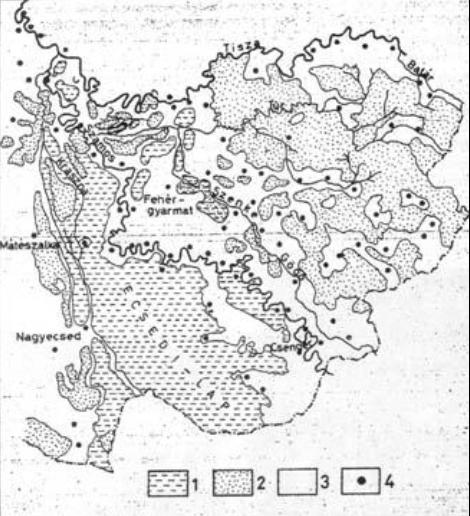
A Szatmári-síkság a 18. században (az I. katonai felmérés alapján).
1 = láp, mocsár; 2 = erdő; 3 = rét, legelő és szántó; 4 = település

A láp egykor sokkal kisebb volt, mint azt a láp alsó rétegeiben talált kő- és  bronzkori leletek bizonyították. Szigetszerű magaslatain és  környékén már a kőkorszakban is megtelepedett az ember. Az ecsedi láp egyik szigetén, az úgynevezett Sárvárdomb derekán az 1800-as években végzett ásatás öt kőkori tűzpadot tárt fel, a szokásos konyhahulladékokkal, melyekből nagy mennyiségű cseréptöredék, agyagból égetett, különféle alakú hálónehezék, agyag-orsó, csont-szerszámtöredék stb. került elő. A cseréptöredékek legnagyobb része díszített, az e korszakot jellemző kezdetleges, egyenes, hullámzó, rovátkos, fűrészvonalas és pontozott díszítésekkel.
Anonymus így írt regényes krónikájában: „…a lápok alatt Tas, Lél apja sok népet gyűjtött össze; vele aztán nagy árkot ásatott és igen erős földvárat építtetett, amelyet először Tas várának neveztek, most pedig Sárvárnak hívnak.”

### A Báthoriak várépítő tevékenysége
A láp szélén a régi okmányok szerint kilenc falu állt mindaddig, míg a 14. században a Báthoriak fel nem építették Ecsed várát, amelynek védelmére mesterséges gátak építésével az egész vidéket vízzel borították. Az addig virágzó környék lakhatatlanná vált, és a Kraszna árvizei aztán rövid idő alatt teljessé tették az elmocsarasodást. Később szerették volna a mocsár kártételeit megszüntetni, de a feladatot sokáig nem tudták megoldani műszakilag.

### Lecsapolása
1751-ben gróf Károlyi Ferenc megkezdte az Ecsedi-láp lecsapolását. A két évig tartó munka eredménye egy 6 km hosszú csatorna volt, amelynek hatására 4 arasznyit (kb. 0,8 méternyit) csökkent a Kraszna vize. Károlyi halála után (1758) az építkezés abbamaradt, a csatorna feliszapolódott.
1774. június 6-án Mária Terézia kinevezte gróf Károlyi Antal szatmári főispánt a Szamos és az Ecsedi-láp szabályozásának királyi biztosává, aki már a következő esztendőben Mezeő Cyrill mérnök segítségével megkezdte a munkálatok végrehajtását. Királyi biztosi feladatával kapcsolatos későbbi nehézségei miatt Károlyi az 1780-as években lemondott tisztségéről.
1778. május 15-én gróf Károlyi Antal saját költségén újraindította az Ecsedi-láp lecsapolásának munkálatait. A vármegye által kirendelt közerő segítségével 1779 végére elkészítették azt a csatornát, amely a Kraszna vizeit Domahidától a szamosszegi Éghídig rendezett viszonyok között vezette le.
1781 májusára  Zimány Ferenc, Zanathy Antal és Mezeő Cyrill,  Szatmár vármegye mérnöke elkészítette az Ecsedi-láp térképét, valamint a  lecsapoló csatorna terveit. Ez a térkép a láp eddig ismert legkorábbi  ábrázolása.
Száraz időkben nagy veszedelmet jelentett a talajtűz, hatalmas lápégés volt például 1863-ban. Ekkor a nagy szárazság miatt az ecsedi határ Tyukod község alatti részén a nádas kipusztult és helyét kaszálók, legelők foglalták el. Az Ecsedi-láp ezért ettől kezdve két részre, a déli Nagy-Lápra, és az északi Kis-Lápra szakadt ketté.

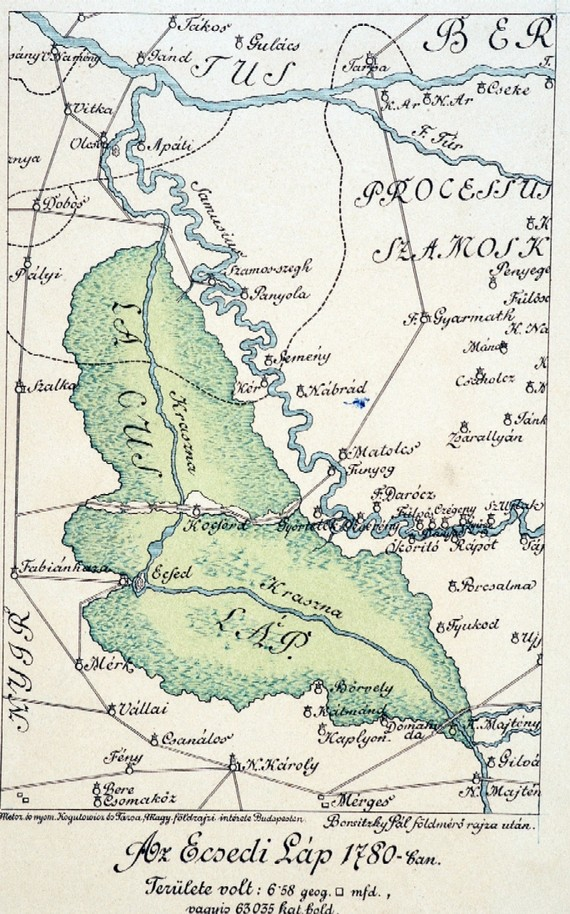
Az Ecsedi láp 1780-ban, a 19. század végén, a Kraszna által táplált hatalmas vizes dagadóláp lecsapolásakor a teknőszerű mederből kivezették a Krasznát, mely táplálta azt – azóta a folyó a terület szélén fut, medrének feneke pedig magasabban van, mint a lecsapolás előtti területek

#### Ecsedi-láp Lecsapolási Társulat
A láp lecsapolása céljából 1894-ben Újfalussy Sándor javaslatára társulatot hoztak létre gróf Károlyi Tibor vezetésével.
Az elkészült tervek három fő irányelvet követtek: 
- A lápot tápláló vizek levezetése a szabályozott Krasznával a Tiszába.
- A belvizek megfelelő csatornahálózattal való elvezetése a Szamosba, illetve a Krasznába.
- A Kraszna jobb-, és a Szamos bal-partján árvízvédelmi töltések építése.

1895. július 4-én gróf Károlyi Tibor, társulati elnök ünnepélyes  kapavágásával megkezdődtek a Kraszna csatorna Nagyecsed-Mérk-Vállaj építési szakaszán az Ecsedi-láp lecsapolási munkálatai.
A nagyszabású munkálatokhoz a Krasznának Nagymajténytól-Vásárosnaményig 66,45 km hosszúságú új medret ástak. 1895–98 között elkészült a Tiszába futó Kraszna-csatorna. 1915–17 között épült meg az a gőzüzemű szivattyútelep, amely  az Ecsedi-láp lecsapolásának egyik legfontosabb műtárgya, a hozzá vezető Lápi-csatorna vizét emeli át a Krasznába. A szivattyútelep ipartörténeti emlék.

### Utóélete
A láp lecsapolása után a táj képe gyorsan megváltozott, eltűnt a csodálatos vízivilág. A kemény munkával termővé tett szántóföldeken ma gabona, burgonya és kukorica terem, de a mélyebb részeken még ma is sás- és nádfoltok tarkállanak.
Száraz időben a talajtűz ma is veszedelmet jelent. Így 1903-ban, legutóbb pedig 1987-ben gyulladt meg az ecsedi határban a kotus (lápi talaj).
2010-ben a helyi civil szervezetek kezdeményezésére a nagyecsedi képviselő testület március 1-jét az Ecsedi-láp emléknapjává nyilvánította, és rendezvénnyel emlékeznek meg a térség egykori és mai természeti és kulturális értékeiről.

## Élővilága

### Növényvilág
A láp évszakonként, száraz és vizes években is más-más képet mutatott. Változatos, buja vegetáció jellemezte. A vizet az úszó és gyökerező hínár alkotók uralták, mint a kolokán, sulyom, békatutaly, békaszőlő fajok, érdes tócsagaz, vizitök, néha tavirózsa is. Sás,  káka, gyékény, nádas és zsombékos részek tarkították, a vízinövényfélék sokfélesége jellemezte a tájat: Békabuzogányfélék, így a lápi békabuzogány (Sparganium natans), széleslevelű gyékény (Typha latifolia), nyílfű (Sagittaria sagittifolia), virágkákafélék (Botumus umbellatus), és még megannyi vízinövényfaj fordult itt elő.
A réteken boglárkafélék, kosborfélék, szibériai nőszirom élt. Az Ecsedi-láp lecsapolás előtti utolsó évtizedeiben főleg a fehér fűz, a szürke fűz, vagy rekettye és a mézgás éger tenyészett rajta tömegesen. A lápi erdők főként Nagyecsed és Tyukod határában terültek el.

### Állatvilág

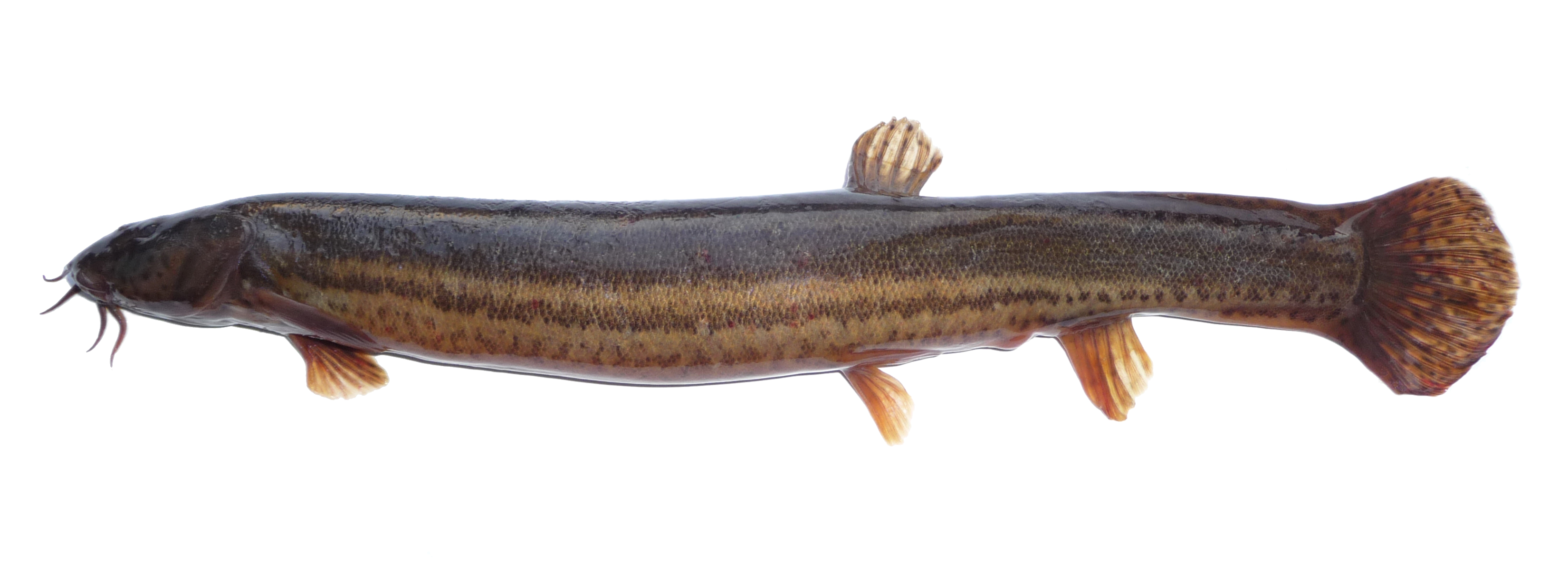
Réti csík

A halak közül honos volt a réti csík, egy mocsári halféle, amely a láp egyik specialitása volt, és népélelmezési cikknek számított. A lápi pócot pedig disznóhizlalásra használták, mivel a lápban hatalmas mennyiségben élt. A nagyobb halak közül közönséges volt a compó, az aranykárász és a csuka is. Herman Ottó így határozta meg „A magyar halászat könyve” című művében az Ecsedi lápon fellelhető halfajokat: „A tisztába hozott fajok, a tőlem eredő neveket alkalmazva, így vannak elterjedve. Az Ecsedi Láp halai: 1. Csapó sügér, 2. széles kárász, 3. nyálkás czompó. 4. réti csík, 5. köz-csuka. 6. lápi pócz.”
A kétéltűek közül  a vízibékák, a leveli béka és a vöröshasú unka tarajos gőte, hüllők közül a mocsári teknős, vízisikló, fürge gyík és elevenszülő gyík volt elterjedt.
A láp madárvilága rendkívül gazdag volt. Elsősorban a vízimadarak, kacsák, libák, gázlómadarak voltak tömegesek. Honos volt itt a fülemüle, kékbegy, csaláncsúcs, nádirigó, nádiposztáta, nádi tücsökmadár, a billegető, cinege, sármány, jégmadár, sirály, bíbic (lébuc), gulipán, cankó, szalonka, daru, szárcsa, vízityúk, haris, rétihéja, rétisas, gödény, kárókatona, gém, kócsag, bölömbika, gólya, vadlúd, Tőkés réce, vöcsök stb.
Az emlősök közül elterjedt volt a sakál, farkas, róka, menyét, görény, hód

## Néprajza

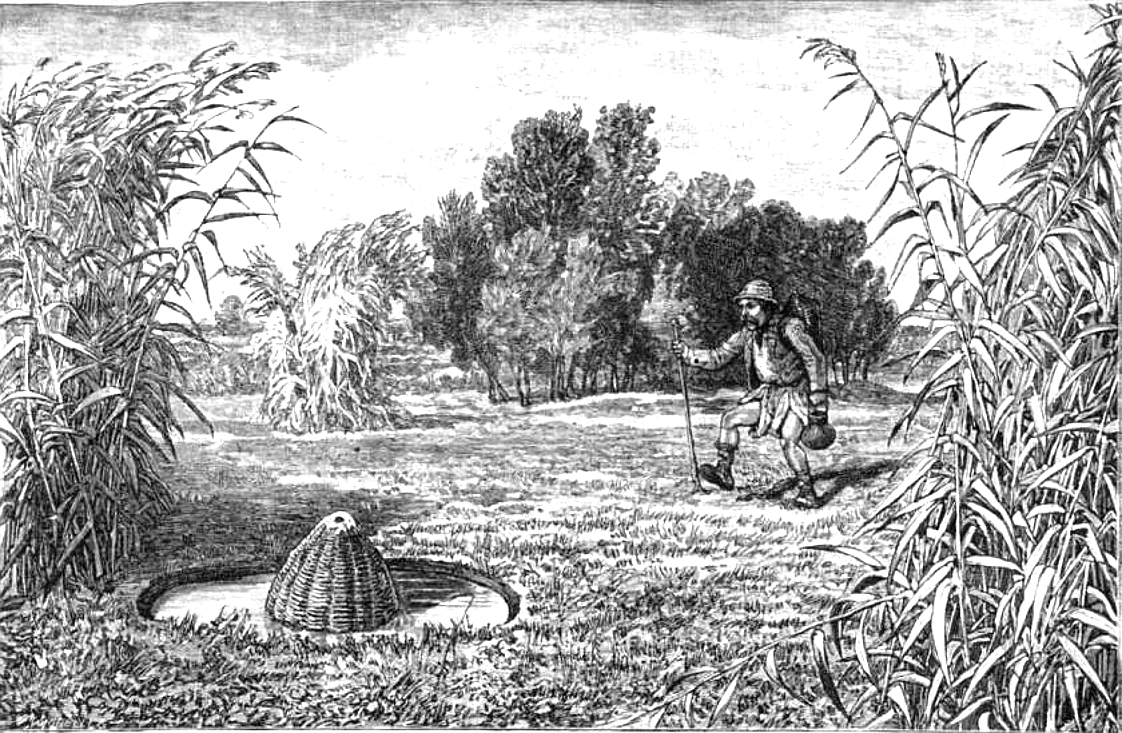
Csíkász az Ecsedi lápon

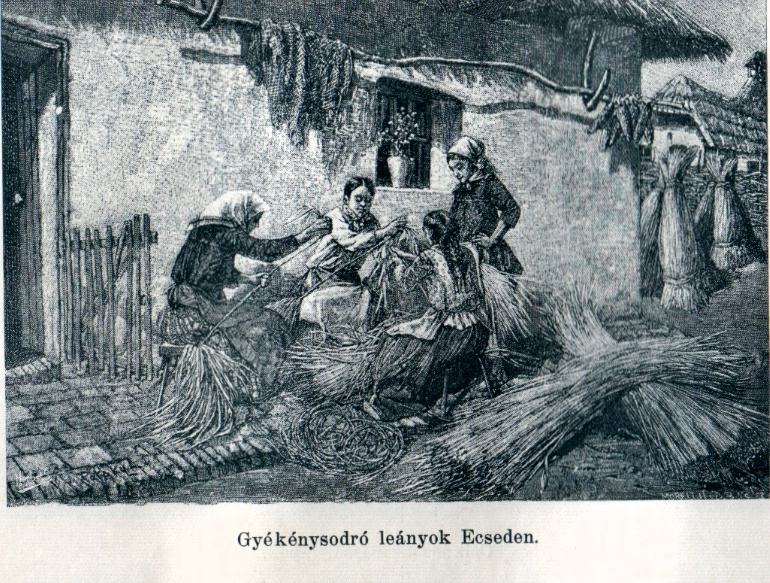
Gyékénysodró lányok Ecseden (19. század)

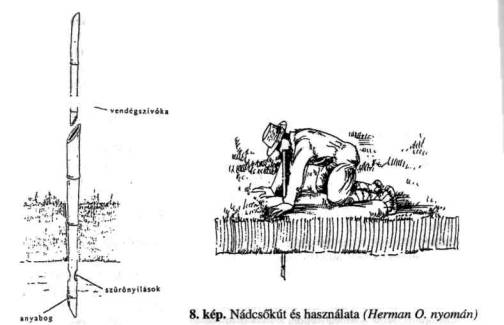
Nádcsőkút vagy a lápi kút használata.

Szatmár különös vidéke volt az Ecsedi láp, amelyet a láp szélén elhelyezkedő falvak lakossága csak Rét-nek, a láp partvidékét pedig Rétoldal-nak nevezett.
A rétoldal jellegzetes települései voltak Nagyecsed, Porcsalma, Tyukod, Ura, Börvely, Kaplony és Domahida.
A lápszéli nép foglalkozása a halászat, madarászat, csíkászat, pákászat és az állattartás volt. Mezőgazdasággal a csekély szántóterület miatt csak a láp lecsapolása utáni időkben kezdtek el foglalkozni.
Biztos jövedelmet nyújtott a nádvágás, gyékény-, káka- és fűzvesszőszedés- és feldolgozás (gyékény- és kosárfonás) is.
A 20. század elejéig a lápkörnyéki falvakban: (Tyukodon, Kaplonyban) még sokan foglalkoztak  a gyékény- és vesszőfonással.
A láp környékén, a rétoldali falvak a népi építészetében még a két világháború között is az úgynevezett kétosztatú házak (szobára és pitvarra tagolódtak) voltak divatban.
A lápszéli német falvak; Vállaj és Mérk pedig híres volt kőműves- és ácsmestereiről, ők kezdték építeni a környéken az úgynevezett előtornácos házakat, a kontyos tetőt a téglaoszlopos modernebb kétmenetes házakat, a fejlettebb tetőszéket és a jellegzetes sváb csűröket.
Az úgynevezett Rétoldal vidékéről érdekes jellemzések maradtak fenn, amelyeket még az 1950-es években jegyeztek fel:
- A rétoldali embert megismerni viseletéről: bakancsot, csizmanadrágot visel, és kotus a lába.
- Az urai, tyukodi, nagyecsedi ember régebben a templomba is mezítláb járt. Nem a szegénysége miatt, hanem mert ez volt a szokás. A feljegyzések szerint egy szatmárcsekei ember 1955-ben betérve a nagyecsedi templomba látta, hogy a férfiak gatyaszárban, mezitláb, szalmakalapban ültek a padokban.
- A rétoldali ember ha falujából útrakelt, a csizmát, bakancsot vállára vette, és csak akkor húzta fel, ha ismerős faluban járt. Az ismeretlen falvakon mezítláb gyalogolt át.
- A tyukodi ember fekete nadrágján a bakancs fölötti „nyílót” fehér masnival kötötte át.

A rétoldali férfiak jellegzetes viselete volt a fehér kötény, még vasárnap is ebben jártak, majd a későbbiekben már színesítették.
A nagyecsediek kalapja például úgy volt gyűrve, mint a köcsög fedője, kucsmájuk pedig akárcsak a csengerieknek, hegyes volt.

## Az Ecsedi-láp a történelemben

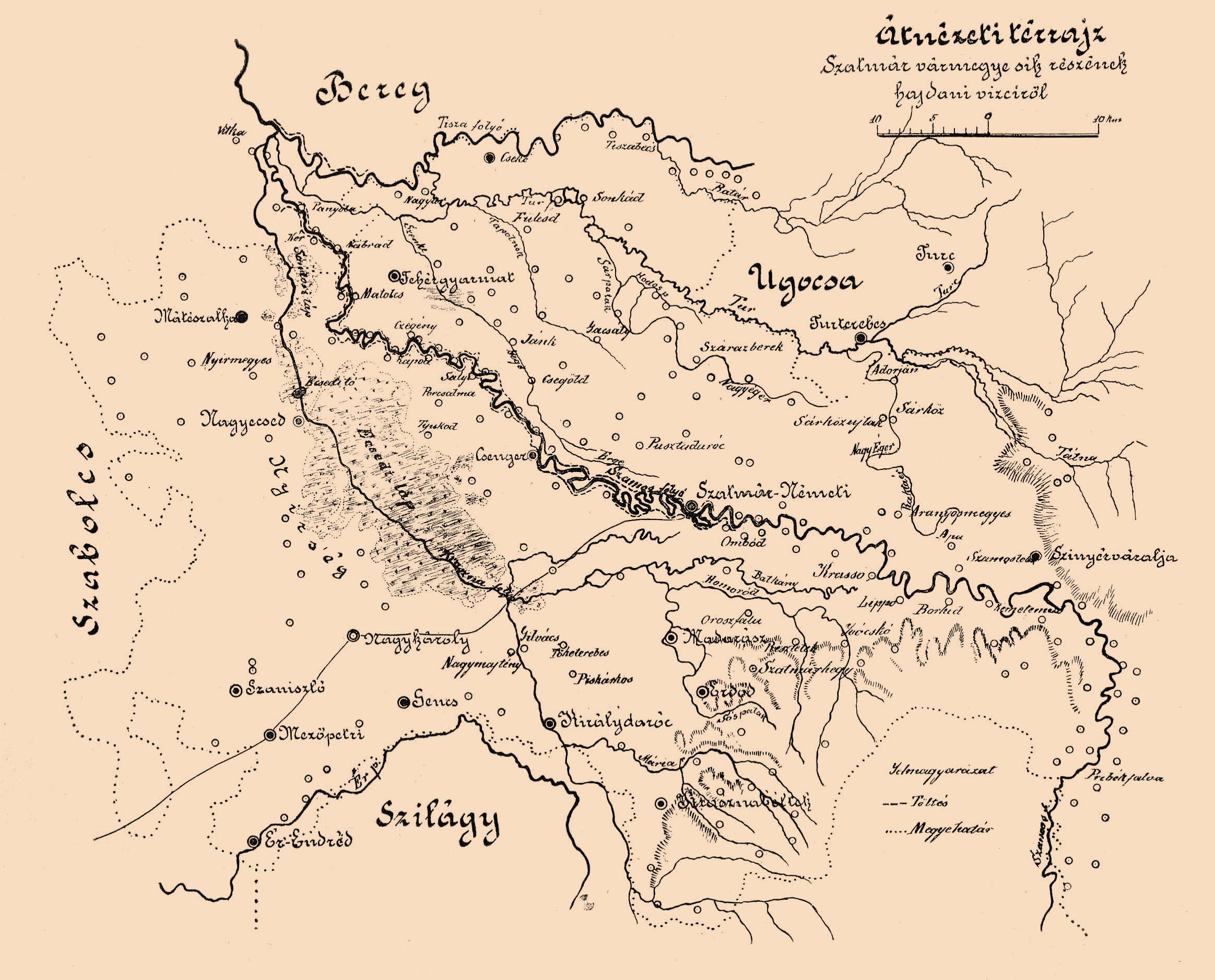
Átnézeti térrajz Szatmár vármegye sík részének hajdani vizeiről (1900 körül készült térképrajz)

A kőkori és bronzkori leletek alapján a láp környéke már ősidők óta lakott hely volt.
A lápnak a középkorban is fontos szerepe volt. 
Már Anonymus is megemlékezett az Ecsedi-láp szigetein felépült úgynevezett Sárvárról Gesta Hungarorumában.

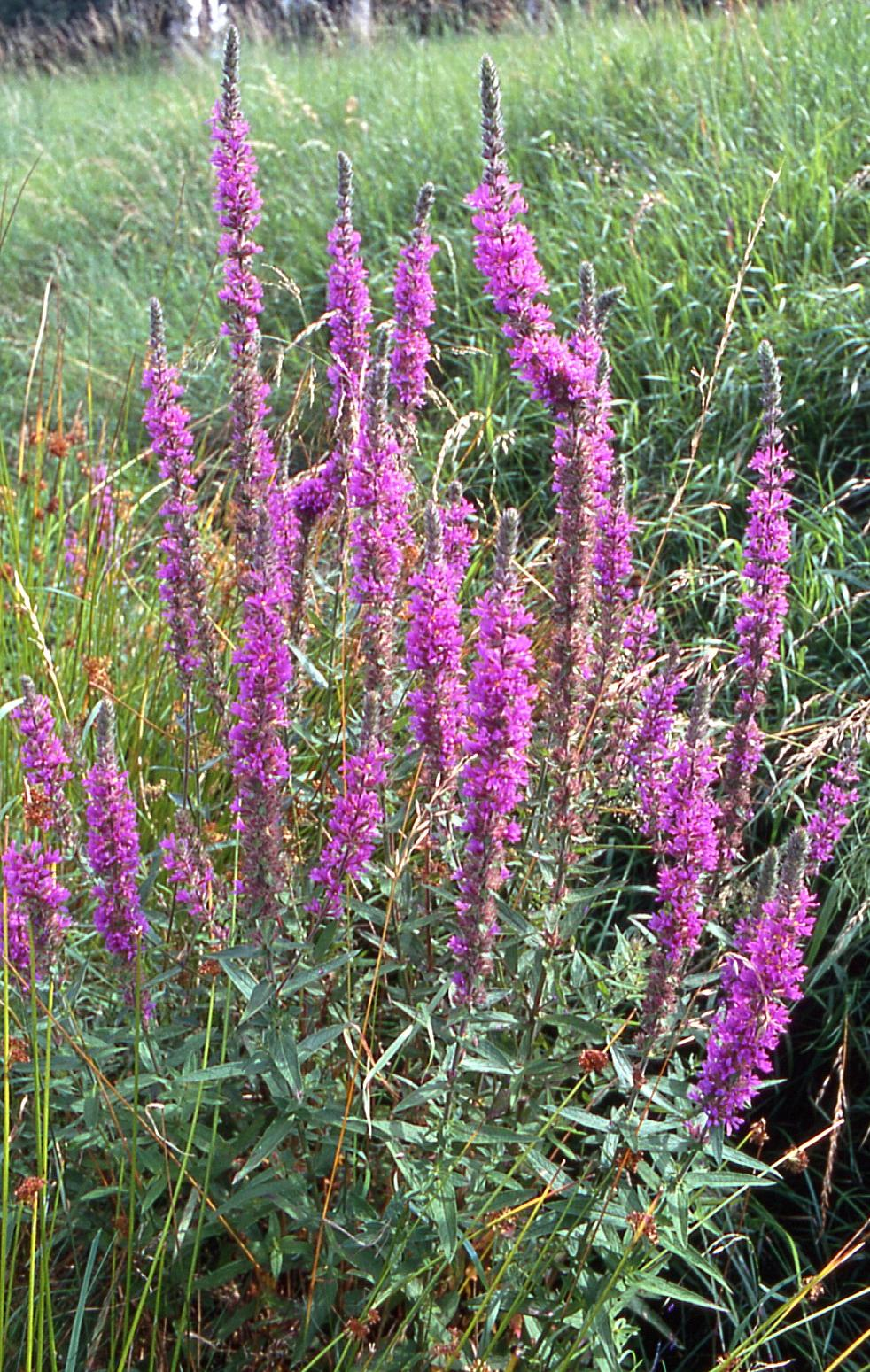
Réti füzény

Károly Róbert király engedélyével a Báthoriak a láp egy másik szigetén építették fel az ecsedi várat. A várnak az erdélyi fejedelmek és a magyar királyok között folyó harcokban nagy szerepe volt. A 16. század végén a Magyar Királyság és Erdély között létrejövő török elleni végvárrendszer tagja volt. 1605-től Báthory Gábor, a későbbi erdélyi fejedelem birtoka volt. Az ecsedi uradalomhoz ekkor a megerősített központi váron kívül 3 város és 46 falu tartozott. 1624-ben Bethlen Gábor erdélyi fejedelem tulajdonába került, aki a magyar koronát is Ecsed várába vitte, és itt is őrizte egy ideig. 
1648-tól az ecsedi vár és uradalma a Rákócziak birtoka volt. A Rákóczi-szabadságharcot lezáró szatmári béke (1711) után a Habsburgok a várat lerombolták, mára még a nyoma sem maradt meg. 1746-ban az ecsedi uradalmat a Károlyiak szerezték meg.
Az ecsedi vár lerombolásával, az ellenséges támadások megszűntével a láp elvesztette addigi védelmi, életfenntartási jelentőségét. A régi lápi foglalkozásokat űzők (pákászok, csikászok, halászok, nádvágók) megélhetését még csak-csak biztosította, de a környék nagy uradalmainak birtokosai sok hasznát nem látták a lápvilágnak, ezért került sor 1898-ban a láp lecsapolására, amely meggyorsítására később a nagyecsedi szivattyútelepet is létesítették.

## Az Ecsedi-láp a népköltészetben és irodalomban

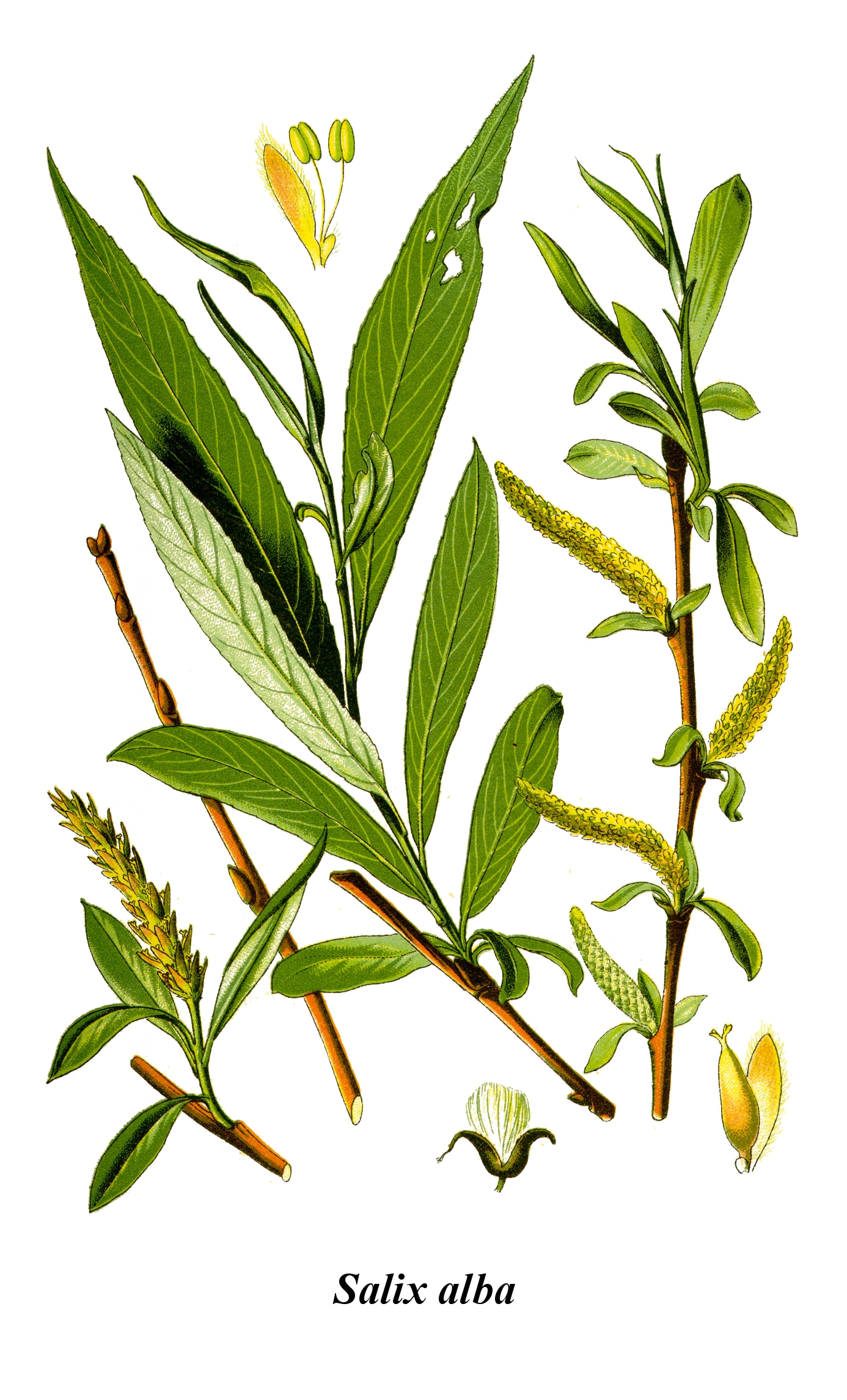
Fehér fűz (Salix alba)

A láphoz több népmonda fűződik, az egyik szerint sárkány tanyázott a hatalmas mocsárban. A Báthoriak egyik őse, Opos ölte meg, emiatt került a család címerébe a három sárkányfog és a saját farkát fogó sárkánykígyó. A sárkánykígyókról alkotott hiedelem mindvégig fenntartotta magát. Az 1800-as végén is akadt még lápot járó pákász, aki teljes meggyőződéssel állította, hogy látott piros tarajos sárkányt, rá is lőtt, de az nem ártott annak, mert nyomtalanul eltűnt. Közhiedelem volt a feneketlen mélység is. Állítólag száz öles kötél sem érte el az alját. Azt is hitték, hogy soha be nem fagy. Igaz, hogy a sűrű nád jó meleg takaró volt a lápon, de mégis befagyott nagy hidegben, csak itt-ott volt a víznek gyors mozgása, vagy meleg forrása, mely a befagyást sokáig hátráltatta vagy gyengítette és a legcsikorgóbb télben is volt olyan hely, ahol a lápon bolyongó beszakadt. 
Szirmay Antal, Szatmár vármegye első monográfiájának megírója, az ecsedi lápot rémítő csudának nevezi, mely számtalan károkat okozott a közjónak és egynéhány népes helységet úgy elnyelt, hogy azoknak csak a régi írásokban akadunk gyászos emlékére. A valóságban a láp nem nagyon tünteti el az elnyelt községek romjait. 
Az Ecsedi-láp legnagyobb irodalmi ábrázolása Jókai Mór és Móricz Zsigmond nevéhez fűződik.
- Jókai Mór a lápon tett utazásának emlékeit a Lőcsei fehér asszony című regényében dolgozta fel: Jókai 1876-ban erdélyi utazásakor járt Szatmárban, ekkor ellátogatott Domahidy Ferenc és Domahidy István képviselőtársaihoz és Ferenccel együtt Szamosangyalosra utazott lovaskocsival. Az ott szerzett élményei ihlették „Az Ecsedi-lápban” című útleírását:

A hírhedett ecsedi lápról, Magyarország egyik specialitásáról azt híresztelték már, hogy végképen kiszáradt. Nem száradt bíz az: most is él és virul, ahogy mindenki meggyőződhetik róla, aki nem restell a vagonablakból kitekinteni, mikor Nagy-Károly és Kis-Majtény között végighalad. A beláthatatlan sötétzöld szőnyeg, ami északkeletre elterül előtte rózsaszín foltokkal kihímezetten: az az ecsedi láp. E nyáron, bajtárslátogatásból keresztüljöttem egy részén, s meggyőződtem felőle, hogy létezik az most is; nem is azért csinálták az őseink, mesterségesen odavezetve régi-régi cölöpmunkával a Krasznát, hogy azt valaki elronthassa. Az ecsedi láp úgy készült, s bevehetetlen erősség, a magyar ősjog végvára, az ecsed sáncok védelmére. - Csakhogy miután magokat az ősjogokat is bevették, a várnak sem volt semmi értelme többé: a vár falait az utódok szétbontották, építettek belőlük házakat, templomokat: annak a kövéből emelkedett a pereszlényi, fábiánházi templom. Ecseden minden ház, kastély, uradalmi magtár azonkívül a vármegye abbul építtetett a láp mentén és rajta keresztül egy hatalmas kőutat. A múlt évtizedben már csak egy kis odú állt a hatalmas várbul, abban is egy cigánykovács ütött tanyát, aki „Rákóczy” nak nevezte magát. Az alkotmányos vármegye lebontatta az odúját is: ne gúnyolja a históriai nagy neveket! Most aztán félbeszakítatlan egyedurasággal foglalja a tért a hatalmas zöld mező, melynek alapja víz. Hogy milyen mély víz: arról mesélhet valamit a tervezőmérnök, aki a vasutat a láp mentébe vezette, s aztán a kismajthényi vashíd számára huszonöt öl mélységre ásatott le, s sem talált szilárd talajt. Az út kétoldalán messze terül az ingovány, melynek felszínét négyszer kaszálják egy esztendőben: a fű most is meghaladja az embermagasságot, s mire a vágott rend megszárad már keresztültör rajta a friss sarjú buja hajtása. A réti füzény rózsaszín: virágfürtjei egész bíborszínűvé teszik foltonkint a sötétzöld fűpalástot; s az égerfaerdők haragoszöldje csaknem fekete színt mutat a láp közepett. Az erdőnek sincsen szilárd talaja; mikor az ingovány megárad, vele együtt fölemelkednek ingó lápföldükkel s olyankor egy erős szél áthajtja őket a másik partra.
Az irodalomtörténeti adatok szerint, „A csengeri kakas” című anekdotát a Domahidy család egyik tagjától hallotta, és A lőcsei fehér asszony című regényében azt fel is használta.
- Móricz Zsigmond így írta le visszaemlékezésében az 1905 nyarán az 'Ecsedi-lápon tett utazását:

„Gyalog indultam el Börvelyből Nagyecsedre: nagy dologidő volt, aratás, semmi fizetésért se, lehetett szekeret kapni. A nyílegyenesre vágott Kraszna-parton haladtam előre. Balról zöld táblák, sűrű falvak, Csanálos, Vállaj, Mérk sváb tornyai látszottak, jobbról mély földfenék, amelyről hamar elfogytak a nagy terjedelmű kukoricatáblák, aztán egyhangú, egyszínű, tompa, fekete sötét volt a föld a szemhatárig.
Mikor alkonyodott, és nyugaton leszállt a nap a derűs és élő emberlakta világ fölött: a keletre terülő lápföldre kísérteties villóhomály telepedett. Szinte félve néztem el rajta, s láttam megelevenülni a múltat, a hajdani lápot...
Erősen alkonyodott, és még mindig messze volt Nagyecsed. Szaporáztam az utat, s utolértem egy ökrös szekeret, amely lent a töltés alatt az országúton ment. Fölkérezkedtem rá. Ecsedi szekér volt. Emlékszem, a szekér az úton haladt a száraz földön, mintha vízparton menne, mindig attól tartottam , beledűl a fekete mélységbe, bár az egy szinten volt az úttal, s mikor egyszer valami kanyarodót átvágni akarva , belehajtotta az ökreit a gazda a lápba, úgy süppedt a szekér a puha, laza földbe, mint a tavi sárba, s rajtam különös borzongás vett erőt, féltem, fáztam, s éreztem a tó szagát.”
Móricz Zsigmond több művében is felhasználta a lápon tett utazása alkalmával szerzett élményeit: a „Hét krajcár” novelláiban, és témaként vagy motívumként jelent meg a Fáklyában, a Tündérkertben, a Sáraranyban stb.
- Ady Endre  „Vízió a lápon”  című versében emlékezett meg a lápról:

„Ez itt a láp világa. Szürke,
Silány, szegény világ. Megülte
Az örök köd, mely egyre rémít.
A láplakók közt várom én itt
Az én szép, fényes reggelem,
Bús esti köd rémít s borul rám,
De az a reggel megjelen.” (részlet)
- Ignácz Rózsa Az utolsó daru címmel írt ifjúsági regényt, amelynek helyszíne szintén az Ecsedi-láp volt. Műve a csaknem másfél évszázad előtti múltat idézte vissza, azt a kort, amelyben az Ecsedi-láp mocsárvilágában még menedéket leltek a titokzatos madarak, a darvak, de a szabadságharc bukása után bujdosó honvédek és a pandúrok elől bujdosó betyárok is.
- Makkai Sándor: Ördögszekér című művében ugyancsak írt az ecsedi lápról és az ecsedi várról; 1604-ben, az elárvult Báthori testvéreknek Báthory Gábornak és Báthori Erzsébetnek az ecsedi várba vezető útját leírva:

… Ott van Ecsed vára! -kiáltotta a főkapitány, visszafordulva nyergében a kis lovascsapat felé, amely a nádas sűrűjéből éppen kikaptatott az ingoványok közt kanyargó szilárd útra. A főkapitány kinyújtott karja a bevehetetlen erősség kibontakozó tornyaira mutatott, melyek meglepő hirtelenséggel emelkedtek fel a jövevények előtt, akiket a mérhetetlen lápok titkos útjain vezettek idáig ecsedi Báthori István országbíró emberei. Éppen ott, ahol állottak, vett egyenes irányt az út, és nyújtózott el a huszárvár kapujáig. Az úton végigtekintve látni lehetett a kaput, de már a palánkot nem; azt elfedték a buja, sűrű nádrengetegek és fűzfabozótok, amelyekben biztos halál vár minden élőre, aki nem ismerte a titkos utakat. Túl, messze a kapu mögül magasan, fenyegetően emelkedtek a kővár hatalmas falai és fekete bástyái, tömören meredve az égnek... Ez hát az új otthonunk; Gábriskám! - szólt a lányka bátyjának. - Nagyszerű elrejtett vár ez itt! Ojjé, mennyit fogok barangolni a nádasok között! - Veszedelmes itt a barangolás, kisasszonykám! - mordult fel előrúgtatva a főkapitány. - Már mondtam, hogy a lápnak nincs feneke, és a legszebb virágos pázsit alatt is mocsár bujkál. Egy veszett lépés - s kész halál. Osztán a láp között farkas is lakik, no meg török is lappang néha …
- Móra Ferenc: Rab ember fiai című regényének egy része is az Ecsedi-lápon játszódott.
- Gaal József – Jósika Miklós: Az ecsedi tündér című ötfelvonásos regényes vígjátékának helyszíne az Ecsedi-láp volt.

## Települései
A lápot a lecsapolása előtt a következő 20 település vette körül:
- A Nyírség oldaláról: Mátészalka, Nyírcsaholy, Fábiánháza, Nagyecsed, Tiborszállás, Mérk, Vállaj.
- Az Erdőhát felőli oldalról: Domahida, Kismajtény, Csengerbagos, Csengerújfalu, Ura, Tyukod, Porcsalma, Ököritófülpös, Győrtelek, Kocsord.
- A Szatmári-síkság felől: Kálmánd, Kaplony, Börvely és Csanálos.

### Elpusztult települések
- Kisecsed: a falu a láp szélén, a védelmet nyújtó várfalakon kívül feküdt, így ki volt téve az ellenség pusztításainak, valószínű ezért is néptelenedett el.
- Sárvár: Nagyecsed határában, az egykori láp délnyugati végében, egy sziget dombján állt.
- Ecsedszentmárton is a település határába esett egykor.